# Élection présidentielle maldivienne de 2013
L'élection présidentielle maldivienne de 2013, est organisée pour élire le président de la République des Maldives. Le premier tour, qui a eu lieu le 7 septembre 2013, est ensuite annulé par la Cour suprême et reporté au 19 octobre puis au 9 novembre. Le second tour a lieu le 16 novembre.

## Déroulement
L'ancien président Mohamed Nasheed, qui effectue son retour en politique après avoir été forcé de démissionner le 7 février 2012, arrive largement en tête le 7 septembre, avec 45,45 % des voix devant Abdulla Yameen (25,35 %), demi-frère de Maumoon Abdul Gayoom (président de 1978 à 2008), Gasim Ibrahim (24,07 %), homme d'affaires du secteur du tourisme et Mohammed Waheed Hassan (5,13 %), président sortant. Le second tour, prévu le 28 septembre, est reporté par la Cour suprême, décision qui suscite de nombreuses réactions internationales dont celle du secrétaire général de l'ONU Ban Ki-moon. Le 7 octobre, la Cour suprême décide d'annuler les résultats du premier tour et ordonne qu'il soit de nouveau organisé le 19 octobre. Cependant, la police intervient le jour du scrutin pour empêcher les électeurs de voter.

## Mode de scrutin
Le président des Maldives est élu au suffrage universel, au scrutin uninominal majoritaire à deux tours.
En vertu de la constitution, le mandat présidentiel dure cinq ans à compter de la date du 11 novembre de l'année de l'élection.

## Résultats

### Premier tour
Un nouveau scrutin est organisé le 9 novembre 2013, donnant de nouveau un large avantage à Mohammed Nasheed avec 46,93 % des voix. Le second tour, opposant les mêmes adversaires que pour celui prévu en septembre, doit avoir lieu avant le 11 novembre selon la constitution de 2008, mais la Cour suprême le suspend à nouveau le lendemain.

### Second tour
Sous la pression des Occidentaux, le second tour se déroule finalement le 16 novembre. Le favori Mohammed Nasheed enregistre une défaite face à Abdulla Yameen qui remporte l'élection avec 51,3 % des voix.

## Résultats détaillés
| Candidat et colistier    | Candidat et colistier                     | Partis                   | Élection annulée | Élection annulée | Premier tour | Premier tour | Second tour | Second tour |
| Candidat et colistier    | Candidat et colistier                     | Partis                   | Votes            | %                | Votes        | %            | Votes       | %           |
| ------------------------ | ----------------------------------------- | ------------------------ | ---------------- | ---------------- | ------------ | ------------ | ----------- | ----------- |
|                          | Mohamed Nasheed Mustafa Lutfi (en)        | MDP                      | 95 224           | 45,45            | 96 764       | 46,93        | 105 181     | 48,61       |
|                          | Abdulla Yameen Mohammed Jameel Ahmed      | PPM                      | 53 099           | 25,35            | 61 278       | 29,72        | 111 203     | 51,39       |
|                          | Qasim Ibrahim (en) Hassan Saeed           | JP                       | 50 422           | 24,07            | 48 131       | 23,35        |             |             |
|                          | Mohammed Waheed Hassan Ahmed Thasmeen Ali | GI                       | 10 750           | 5,13             |              |              |             |             |
|                          |                                           |                          |                  |                  |              |              |             |             |
| Votes valides            | Votes valides                             | Votes valides            | 209 495          | 98,87            | 206 173      | 98,88        | 216 384     | 98,98       |
| Votes blancs et nuls     | Votes blancs et nuls                      | Votes blancs et nuls     | 2 395            | 1,13             | 2 331        | 1,12         | 2 237       | 1,02        |
| Total                    | Total                                     | Total                    | 211 890          | 100              | 208 504      | 100          | 218 621     | 100         |
| Abstention               | Abstention                                | Abstention               | 27 703           | 11,56            | 30 601       | 12,80        | 20 544      | 8,59        |
| Inscrits / participation | Inscrits / participation                  | Inscrits / participation | 239 593          | 88,44            | 239 105      | 87,20        | 239 165     | 91,41       |

 Représentation des résultats du second tour :
| Abdulla Yameen (51,39 %) |  |  | Mohamed Nasheed (48,61 %) |
| ▲                        |  |  |                           |
| Majorité absolue         |  |  |                           |